# Iliacos intra muros peccatur et extra
La locuzione latina Iliacos intra muros peccatur et extra, tradotta letteralmente, significa si pecca sia entro le mura di Troia che fuori di esse. (Orazio, Epist., I, 2).
Con questa frase Orazio evidenzia che il peccato è una condizione comune a tutti, e in tutti i luoghi.

Per questo Ovidio con una punta d'ironia afferma che se Giove dovesse scagliare i suoi fulmini ogni volta che un uomo pecca, presto ne rimarrebbe privo.